# Општина Гора
Општина Гора је најјужнија општина у Републици Србији на Косову и Метохији, која припада Призренском управном округу. Површина општине је 385,6 km². Административни центар је у Драгашу.
Након доласка УНМИК администрације формирана је општина Драгаш која обухвата Опоље и територију општине Гора. Иако су Горанци у Гори апсолутна већина, новоформираној општини Драгаш су припојена опољска насеља, насељена Албанцима, тако да Горанци чине мањину (око 33% становништва).

## Насеља
| Место     | Становништво попис 2011 | Горанци | Удео    |
| --------- | ----------------------- | ------- | ------- |
| Баћка     | 52                      | 52      | 100,00% |
| Брод      | 1544                    | 747     | 48,38%  |
| Враниште  | 352                     | 334     | 94,88%  |
| Глобочица | 960                     | 871     | 90,72%  |
| Диканце   | 124                     | 124     | 100,00% |
| Драгаш    | 1098                    | 567     | 51,64%  |
| Зли Поток | 610                     | 199     | 32,62%  |
| Крстац    | 420                     | 161     | 38,33%  |
| Крушево   | 857                     | 411     | 47,95%  |
| Кукуљане  | 235                     | 230     | 97,87%  |
| Лештане   | 783                     | 541     | 69,09%  |
| Љубовиште | 773                     | 433     | 56,01%  |
| Млике     | 92                      | 89      | 96,73%  |
| Орчуша    | 60                      | 60      | 100,00% |
| Радеша    | 1224                    | 788     | 64,37%  |
| Рапча     | 853                     | 610     | 71,51%  |
| Рестелица | 4698                    | 2739    | 58,30%  |